# Stenløse Boldklub
Stenløse Boldklub er en dansk fodboldklub fra den nordsjællandske by Stenløse, beliggende i Egedal Kommune. Klubbens kvinde- og herreseniorafdelingerne var fursioneret med Ølstykke Fodbold Club under navnet SC Egedal fra 2011 til 2015.

## Historie
Søsum-Viksø Idrætsforening (SVI) blev stiftet den 28. april 1911 ved sammenslutningen af Viksø Idrætsforening af 1906 og Søsum Boldklub af 1909. Foreningen ændrede navn til det nuværende Stenløse Boldklub (SB) i 1974. Fællesbestyrelsen konstituerede sig kort efter og bestod af smed Eigil Larsen, Veksø, tømrer Thorvald Jensen, Veksø, stud.med. Knud Kelsted, Veksø, Marius Madsen, Søsum samt Marius Steffensen, Søsum, der blev foreningens formand.
Foruden fodboldspillet havde man også fri idræt og skydning på programmet, og senere kom både kurvebold og håndbold. Kontingentet var 25 øre i 6 måneder om året.
Foreningens første bane var bag Gårdejer Jens Mortensens ejendom i Søsum (for lokalkendte, er det der hvor Høloftet ligger i dag). Den årlige leje var 20 kr.De første fodboldmål bestod af 2 pinde med reb over, senere flottede foreningen sig og købte granlægter for 3,40 kr. Den første fodbold blev købt for 5 kr. og at man gik til sagen ses af, at man allerede den 21. maj 1911 måtte sende bolden til reparation, der kostede 15 øre.
Foreningen deltog allerede det første år i unions turneringen og når man skulle til udekampe foregik turen med hestevogn. Det tog mellem 2 og 3 timer at køre til Hillerød. Året efter (1912) måtte SVI melde afbud til en hjemmekamp, da fodbolden var gået i stykker og lædersmeden var taget på ferie – Ja, hvad kunne der ikke ské i dansk fodbold.
I 1912 blev lærer Marinus Pedersen, Søsum, formand. Dette post havde han i 15 år og førte klubben godt igennem de vanskelige krigsår. Det var ikke kun i fodbold man gjorde sig bemærket. I fri idræt var det især maratonløberen Laurits Schrøder der blev kendt for sin flotte indsats i Frederiksborg-løbet, hvor ruten var 40 km., med opløb i København.
Gennem mange år måtte foreningen leje fodboldbaner hos forskellige gårdejere og først i 1937 fik SVI en rigtig bane, da man fik lov til at benytte Centralskolens nyanlagte fodboldbane. Tanken om at få eget klubhus og bane var hele tiden fremme, og i 1952 blev der taget initiativ til at gå i gang med et sportsanlæg ved Frederikssundsvej. Den 26. juni 1955 blev det nye stadion indviet på arealet, hvor Stenløse Plejehjem ligger i dag. Arealet var på 3 tønder land, som blev købt af kommunen for 38.000 kr. Pengene var samlet sammen af kommunens borgere. Arbejdet med at planere arealet, foregik under ledelse af sognerådsmedlem Einar Thygesen med benhård hånd. Det var frivillige sportsfolk fra SVI, der med river planerede banerne samt ikke mindst pillede alle små sten op i spande og bar dem væk. Hvis der var for meget pjank og ballade med folkene blev de sendt hjem. Klubhuset blev opført af tidligere formand murermester Johannes Nielsen, Veksø, og klubbens mangeårige altmuligmand snedkermester Svend Olsen, Stenløse, for ca. 20.000 kr., som var prisen for materialer, da de 2 håndværkere udførte arbejdet gratis. Ved indvielsen var der ca. 600 tilskuere, der overværede 170 sportsfolks præstationer og indmarch med hornorkester og 6 faner fra byens sportsforeninger. Einar Thygesen bød velkommen og der var taler af sognerådsformand H.P. Hansen og formanden fra SVI, Laurids Mortensen. Ved festlighederne om aftenen på Stenløse Kro blev murermester Johannes Nielsen, Veksø, tildelt SVIs ærestegn.
I 1956 blev Helge Larsen formand for SVI, og det blev samtidig starten på, at SVI begyndte at arrangere præmiewhist og bankospil samt i flere år delitant forestillinger, som blev opført både på Stenløse Kro og Veksø Kro. Bankospillene flyttede i 1966 fra Stenløse Kro til Slagslunde forsamlingshus. Bankospillet er senere ført videre af Stenløse Fodbold Venner.
Fra og med 1959 blev senior strukturen i Sjællands Boldspilsunion ændret, herunder blev A-rækken og B-rækken ophævet og erstattet af "Serie"-rækker, hvor den laveste række blev benævnt serie 5, senere er det jo bekendt, at serie 6 er kommet til.
I 1959 vandt SVI Serie 3 pokalturneringen med finalesejr over Gørlev på 5-2 og senere samme år vandt SVI Serie 3 med 39 point for 22 kampe, 19 sejre (kun 2 point pr. sejr), 1 uafgjort og desværre 2 nederlag, men med en utrolig flot målscorer på ja det er sandt – 130 mod 18 – (Lille Carl deltog med en hel del i dette festmåltid). Samme år deltog SVI i SBU´s finale i serie 3 mod – ja hvem ellers – Gørlev og SVI vandt sikkert med 3-2.
Året efter var det Serie 2 der kaldte, og SVI var klar til en oprykning, men selvom holdet blev nr. 2, var det Toksværd, der rykkede op i Serie 1. SVI deltog som altid i Landspokalturneringen, og i 1961 vandt SVI suverænt over Birkerød IFs 1´hold, og i samme år – ja ved SVI´s 50´års jubilæum – vandt SVI over Holte's Sjællandsserie-hold med 4-1.
SVI´s 1' og 2´senior var helt ustyrlige i 1963, da SVI´s hold 2 rykkede en række op samtidig med, at første holdet vandt Serie 2 med 41 point ud af 44 mulige og med en ufattelig målscorer på 98 mod 20. De 3 mistede point blev alle sat til mod Tølløse BK (et nederlag og en uafgjort). Senere samme år nåede 1'holdet finalen om Sjællandsmesterskabet, som SVI desværre tabte med 3-2. I 1963 skal nævnes, at 2´Senior rykkede op i Serie 3 efter omkamp mod Ølstykke FCs første hold.
Året efter i 1964 blev SVI slået ud i landspokalturneringen i anden runde, da holdet tabte med 14-13 til Herlev IFs Sjællandsseriehold efter omkamp og straffespark. Det bemærkelsesværdige var at alle SVI spillere sparkede straffesprak før kampen blev afgjort til Herlev's fordel.
I 1967 blev SVI nr. 9 og Brøndby IFs 1'senior vandt rækken. Året efter i 1968 rykkede SVI´s 1'hold ned fra Serie 1, da holdet havde en dårligere målscorer end Hørsholm-Usserød IK – begge hold sluttede med 15 point.
I 1974 blev SVI erstattet med SB – Stenløse Boldklub – og utroligt nok var det også i 1974, at klubhuset ved Frederikssundsvej blev udvidet med en sidebygning, som var utroligt hårdt tiltrængt, da medlemstallet var stærkt stigende og forholdene derfor var meget trænge.
Året efter i 1975 begyndte det at gå fremad igen for Stenløse Boldklub, som efterhånden var rykket ned i serie 3, hvor de lå og sloges for at undgå nedrykning til serie 4 i et par år. Man ansatte en ny træner Knud Hugo Nielsen som kom fra en trænergerning i Ølstykke FC, hvor han trænede førsteholdet og rykket klubben op i Sjællandserien. Da han kom til Stenløse havde han et par rutineret divisonsspiller med fra Ølstykke, og sammen med et kuld oprykkede ynglinge skabte han et hold som spillede holdet op i serie 2 i 1975. De blev også Sjællandmester det år ved at slå Hundested i kvartfinalen 4-1, i semifinalen gik det ud over AB som blev slådet 2-1, og så kom de i finalen mod Hvalsø IF i Hvalsø, hvor sejren blev på 3-1.
SB står normalt for Stenløse Boldklub – men i softballafdelingen, som er en del af Stenløse Boldklub, står SB for Stenløse Bulls. I de fleste amerikanske sportsgrene er det almindeligt at give sit hold et navn, og da Softballafdelingen startede i Stenløse Boldklub i 1991, valgte de navnet Bulls.
I 1978 rykkede SB´s 1'hold for første gang op i Sjællandsserien, og her var SB hovedsagelig at finde i perioden op til 2002, med en enkelt smutter i Danmarksserien, SB´s højeste placering, og en enkelt tur ned i Serie 1 i 1997, med oprykning året efter i 1998.
I 1998 kunne SB tilføje Sjællandsmesterskab nr. 3 og 4 på listen på en weekend, da Senior 2 vandt finalen om Sjællandsmesterskabet med 4-0 over Ledøje-Smørum og SB´s suveræne lilleputter kunne samme weekend bryste sig som Sjællandsmester efter en ligeså flot sejr på 4-0 over Brøndby IF.
I 2002 rykkede klubben op i Kvalifikationsrækken, da den sluttede på en tredje plads hvilket gav 2 kampe mod fynske Aarup om oprykning til DBUs Kvalifikationsrække. Klubben tabte den første kamp med 3-2, men vandt returkampen med 5-2. Efter et halvt år i Kvalifikationsrækken rykkede klubben i 2003 op i Danmarksserien.
Allerede i 2005 rykkede klubben op i Danmarksserien, hvor det i første sæson blev en 12. plads, hvilket lige akkurat betød, at klubben undgik at rykke ned igen.
I 2011 blev klubben sluttet sammen med naboklubben Ølstykke FC og omdannet til SC Egedal I 2015 valgte Stenløse Boldklub at træde ud af fusionen, som derfor blev opløst.

## Fakta og rekorder
Officiel kampdragt: Blå trøje, blå bukser og blå strømper
Bedste placering i klubbens historie: Nr. 6 i 2. division øst (2008/2009)
Bedste resultat i Landspokalturneringen: 2. runde under Dansk Boldspil-Union
Tilskuerrekord: 1.200 (til en pokalkamp)
Flest mål for klubben: John Larsen, 385 kampe og 534 mål
Flest kampe og flest mål for SB: Lille Carl – 40 år i SB som aktiv spiller. Lille Carl startede 8. august 1947 og sluttede 16. august 1987 efter 1.640 kampe og 1.220 mål for SB. I de 40 år Lille Carl spillede i SB kan nævnes, at Lille Carl var topscorer i 15 år for HerreSenior 1, bl.a. i 1964 med 42 mål, hvoraf 20 på hovedstød.

## SB's æresmedlemmer
- Helge Larsen
- Christian Mortensen
- Keld Schultz

## Sjællands Boldspil-Union (SBU) æresnål
Ved årsfesten den 16. november 2002 blev Christian Mortensen tildelt Sjællands Boldspil-Unions æresnål, der blev overrakt af Hans Munch fra Sjællands Boldspil-Union. Hans Munch har i sin aktive karriere spillet mange kampe på Stenløse Boldklubs 1 Senior.
Christian Mortensen har tidligere været en meget aktiv fodboldspiller i SB, formand for SB, og ikke mindst med til at stifte Stenløse Fodbold Venner, hvor han var formand fra 1969 til og med 1999/2000, og stadig trods sin alder på 80 et engageret medlem at Stenløse Fodbold Venner.

## Hjemmebane
Stenløse Stadion
Degnebakken 10
3660 Stenløse

## Ekstern kilde/henvisning
- Stenløse Boldklub – officiel site